# Salix psilostigma
Salix psilostigma är en videväxtart som beskrevs av Nils Johan Andersson. Salix psilostigma ingår i släktet viden, och familjen videväxter. Inga underarter finns listade i Catalogue of Life.